# Transformatorstation Oostzaan

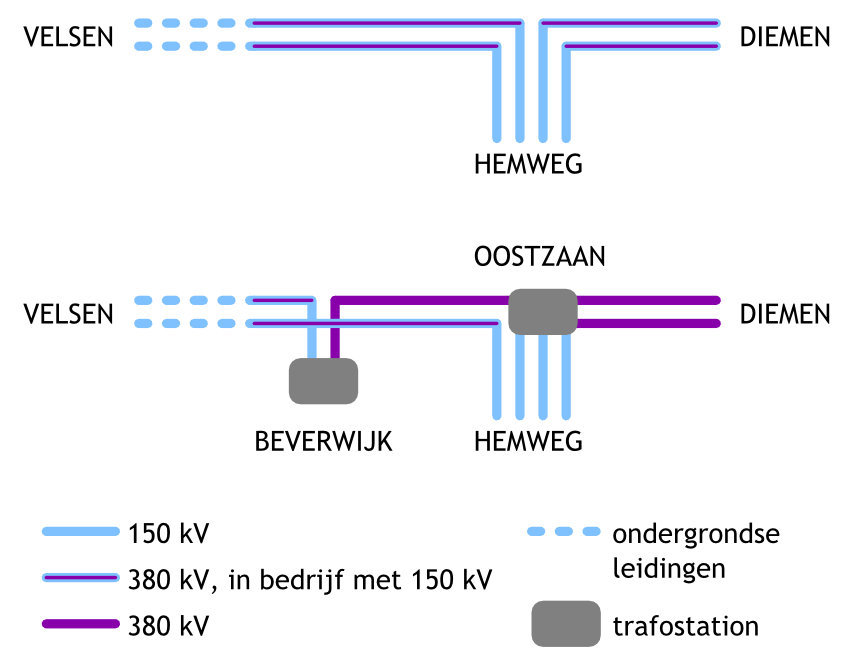
Schematische tekening van de hoogspanningsverbindingen tussen de centrales Velsen, Hemweg en Diemen, voor en na de bouw van het transformatorstation Oostzaan.

Transformatorstation Oostzaan is een onderstation in de Nederlandse gemeente Oostzaan. Het station maakt deel uit van het landelijk koppelnet van TenneT en wordt ook door TenneT beheerd.
Het transformatorstation is in 2006 gebruik genomen om de verbinding tussen de centrales te Diemen en Velsen (via de Centrale Hemweg in Amsterdam) een grotere capaciteit te geven. Deze verbinding was al sinds de aanleg in de jaren 70 voorbereid op het gebruik van 380 kV, maar was tot 2007 in bedrijf met 150 kV. Om de lijn met 380 kV te kunnen gebruiken, moesten extra transformatorstations worden gebouwd om de centrales Hemweg en Velsen op de 380 kV-lijn aan te kunnen sluiten. In Oostzaan kwam een groot schakel- en transformatorstation, met drie transformatoren voor 380/150 kV (met een gezamenlijke maximale belasting van 1500 MVA) om de Hemwegcentrale aan te sluiten op de 380 kV-lijn. In Beverwijk kwam nog een transformatorstation met één transformator, om de centrale Velsen op de verbinding aan te sluiten.
Sinds de ingebruikname werken beide circuits van Oostzaan naar Diemen op 380 kV, en werkt één circuit tussen Oostzaan en Beverwijk op 380 kV. Omwonenden van deze laatste lijn, die vlak langs Oostzaan loopt en dwars door een deel van Zaandam gaat, maken zich zorgen over de elektromagnetische velden rond de lijn en klagen over geluidsoverlast (de lijn zou onder meer zijn gaan "knetteren" sinds de verhoging van de spanning).
Het opwaarderen van de verbinding Diemen - Hemweg - Beverwijk is een eerste stap in het project Randstad 380 kV, dat beoogt een nieuwe ring in het landelijk koppelnet aan te leggen in de Westelijke Randstad.